# János Szép
János Szép conosciuto negli Stati Uniti d'America come John Szep (fl. XX secolo) è stato un allenatore di calcio ungherese naturalizzato statunitense.

## Biografia
Ungherese, assunse nazionalità statunitense quando vi si trasferì per allenare dall'Austria. Conosceva tre lingue.

## Carriera
Dal 1957 al 1960 Szép allenò il Grazer AK con cui ottenne come miglior piazzamento il quinto posto nella Staatsliga A 1957-1958.
Nel luglio 1960 passa alla guida dello Sturm Graz, incarico da cui viene sollevato nel febbraio 1961, sostituito da Otto Mühlbauer.
Lasciata l'Austria, Szép si trasferì negli Stati Uniti d'America ove allenò l'HAAC, il Newark Ukrainian Sitch ed il Woodbridge Hungarian Club, tutti sodalizi legati alla comunità ungherese statunitense.
Nel 1967 diviene l'allenatore del Philadelphia Spartans, militante nella neonata National Professional Soccer League, da cui venne esonerato nell'agosto dello stesso anno, sostituito da Rubén Navarro.
Nella stagione 1970-1971 ritorna alla guida dello Sturm Graz, società da cui viene nuovamente esonerato nell'aprile 1971 e sostituito da August Rumpf.